# مارسيلو روسي
مارسيلو روسي (بالبرتغالية: Marcelo Rossi‏) (و. 1967  م) هو كاهن كاثوليكي، وممثل أفلام، وممثل تلفزي، وموسيقي برازيلي، ولد في ساو باولو.

## التعليم
تعلم في جامعة ساو باولو
.